# Абдул-Илах ибн Абдул-Азиз Аль Сауд
Абдул-Илах ибн Абдул-Азиз Аль Сауд (араб. عبد الإله بن عبد العزيز آل سعود‎; род. 1939) — саудовский принц и государственный деятель, сын короля Абдул-Азиза Аль Сауда.

## Биография
Принц Абдул-Илах родился в 1939 году в семье короля Саудовской Аравии Абдул-Азиза и его жены Хайи бинт Саад Аль-Судайри (ум. 2003). У него было два полнородных брата — принц Бадр (1932—2013) и принц Абдул-Маджид (1942—2007).
С 1980 по 1992 год занимал должность эмира Эль-Касима. 
С 1998 по 2001 год был эмиром Эль-Джауфа.
Принц Абдул-Илах сопровождал своего брата Абдаллу, когда тот был наследным принцем, в дипломатических поездках за границу. После восшествия Абдаллы на престол был назначен одним из советников короля. 
В 2015 году после смерти короля Абдаллы и восшествия короля Салмана на престол, был назначен советником короля Салмана.
Является владельцем Арабской ювелирной компании, Национальной инвестиционной компании и Национальной автомобильной компании.
С 2007 года член Совета Верности, в котором состоят сыновья и внуки короля Абдул-Азиза.

## Семья
У него 2 жены. Имеет 2 сыновей и 3 дочерей:
- принц Абдул-Азиз (род. 1965) — бизнесмен, акционер банка Аль-Раджа
- принц Абдул-Маджид (род. 1993) — президент Саудовского студенческого союза в Северо-Восточном университете в Бостоне